# Le Jouet
Pour les articles homonymes, voir Le Jouet (homonymie).
Pour plus de détails, voir Fiche technique et Distribution.
Le Jouet est un film français réalisé et écrit par Francis Veber, sorti en 1976. C'est le premier film de Veber en tant que réalisateur.
Le film suit François Perrin (Pierre Richard), journaliste au chômage, qui parvient à trouver un travail dans un journal parisien, France Hebdo, dirigé par le redoutable multi-milliardaire Pierre Rambal-Cochet (Michel Bouquet), fondateur et PDG d'un groupe industriel portant son nom. Rapidement, le jeune journaliste découvre le climat délétère qui règne au cœur de l'empire Rambal-Cochet, en assistant, par exemple, aux « obligations », ces déjeuners publics au cours desquels M. Rambal-Cochet est censé féliciter ses employés. Perrin assiste également, impuissant, au licenciement d'un collègue, Pignier (Gérard Jugnot), renvoyé par le directeur parce qu’il a « les mains moites ».

## Synopsis
François Perrin, journaliste au chômage depuis « dix-sept mois et six jours », parvient à trouver du travail dans le quotidien France Hebdo. Il y est reçu par M. de Blénac, le rédacteur en chef, puis par le président-directeur du journal, le multi-milliardaire Pierre Rambal-Cochet. François ne tarde pas à découvrir les méthodes expéditives et arbitraires de licenciement, Rambal-Cochet virant par exemple Pignier, un autre journaliste, parce qu'il a « les mains moites ». 
En reportage avec son photographe dans un magasin de jouet qui appartient également à Pierre Rambal-Cochet, François erre dans les allées jusqu'à ce que le directeur du magasin arrive avec un petit garçon, Éric, qui n'est autre que le fils Rambal-Cochet. Son père lui a promis le jouet qu'il voudrait et Éric désigne François. Par peur du licenciement, le directeur supplie François d'accepter de suivre l'enfant, lui promettant qu'il ne s'agit que d'une fantaisie passagère. D'abord surpris, François finit par accepter par crainte, lui aussi, d'être viré. Il est alors envoyé jusqu'à la propriété des Rambal-Cochet dans une caisse en bois, là aussi à la demande d'Éric qui exige un « paquet ». Le garçon décide par ailleurs d'appeler François par un autre prénom : Julien.
Pierre Rambal-Cochet découvre alors l'acquisition de son fils. Il lui demande de renoncer à ce cadeau mais Éric refuse catégoriquement. Pierre Rambal-Cochet cède à ce caprice et promet à François de le dédommager. Ce dernier découvre les lieux à bord d'une petite voiture conduite par Éric. Il rencontre aussi la femme du Président, Christine, qui voit d'un mauvais œil les agissements du garçon. François est ensuite obligé de se déguiser en cow-boy et de monter sur un cheval d'où il chute. Le soir, Blénac vient lui rendre visite pour lui donner son contrat d'embauche ainsi que l'indemnité promise par Rambal-Cochet. François, excédé, lui demande s'il trouve cela normal de prendre un homme pour un jouet. Blénac lui rétorque qu'au vu du peu d'emplois dans la presse, il ne devrait pas se poser ce genre de question. 
Pour se faire pardonner de la chute de cheval, Éric achète un stylo-plume à François mais recommence à faire des bêtises le soir même en faisant tomber son repas par terre. Plus tard, François, en pyjama, cherche les toilettes et croise Christine qui se propose de le guider mais l'introduit dans une salle où son mari est en train de manger avec de nombreux convives. Humilié une fois de trop, François part malgré les insistances d'Éric et le risque de licenciement. De retour chez lui, François explique toute l'histoire à sa femme puis reçoit la visite de Blénac, que Pierre Rambal-Cochet a missionné pour le faire revenir. Blénac lui explique qu'Éric est né d'un premier mariage et que Rambal-Cochet ne voit son fils qu'un mois par an. Le rédacteur en chef demande ainsi à François de tenir encore une semaine. Ce dernier finit par accepter de revenir.
Lors d'une garden-party où les riches amis de la famille sont présents, le photographe qui accompagnait François, viré entre-temps pour un motif inconnu, se présente à la grille de la propriété avec les syndicats pour protester contre les licenciements abusifs du milliardaire. À son étonnement, François préfère s'amuser avec Éric aux cow-boys, ruinant à la fois la réception de Rambal-Cochet et les efforts des manifestants. Incapable de virer le « jouet » de son fils pour ne pas déplaire à ce dernier, Pierre Rambal-Cochet se contente de leur demander d'aller jouer ailleurs. François en profite pour se venger de Christine en la poussant dans une fontaine devant tous les convives.
Le journaliste émet alors une idée de jeu à Éric : écrire un journal baptisé Le Jouet où ils écriraient des articles sur la vie des Rambal-Cochet. Pour le premier numéro, Éric l'emmène jusqu'à une maison où son père avait débarqué au beau milieu d'un repas et avait demandé aux propriétaires de quitter les lieux immédiatement en échange d'une énorme somme d'argent pour l'acquisition de la demeure. Le milliardaire voulait montrer à son fils que l'argent pouvait tout acheter.
Ayant reçu le premier numéro, Rambal-Cochet propose à François de le nommer chef des informations de son journal en échange de l'arrêt du Jouet. Mais François et Éric produisent un second numéro qui est distribué massivement aux employés de France Hebdo. Ce numéro présente un reportage intitulé « 6000 Salariés, 6000 Jouets » dans lequel sont racontés les licenciements de Pignier et d'un ingénieur (que le président avait viré simplement parce qu'il portait la barbe). Mis au courant, Rambal-Cochet teste Blénac en lui demandant de se mettre nu et de faire le tour de la rédaction ainsi. Alors que le rédacteur en chef commence à se déshabiller, le président l'arrête, en lui demandant qui est le « monstre » : lui ou son rédacteur qui accepte sans broncher d'être humilié ?
François, finalement écarté, revient dans la propriété mais Rambal-Cochet refuse de le laisser revoir Éric avant son départ. Sur le parvis de l'aéroport, alors qu'il doit retourner chez sa mère à Cannes, Éric s'échappe et se rend chez François. Il est toutefois contraint de suivre à nouveau son père, qui remercie François. Dans la voiture, le Président explique à son fils que François n'est qu'un pauvre type et qu'il perdrait énormément à le fréquenter. Mais Éric ouvre la porte pour s'échapper encore une fois. Il saute dans les bras de François sous les yeux de son père, qui comprend qu'il ne pourra jamais acheter l'amour de son fils.

## Fiche technique
- Titre : Le Jouet
- Réalisation : Francis Veber
- Scénario et dialogues : Francis Veber
- Musique : Vladimir Cosma
- Photographie : Étienne Becker
- Montage : Gérard Polliand
- Son : Bernard Aubouy
- Décors : Bernard Evein
- Costumes : Michèle Cerf
- Production : Pierre Richard (non crédité)
  - Direction de production : Pierre Grunstein
- Sociétés de production : Renn Productions, Andréa Films, Fideline Films, Efve Films
- Pays de production :  France
- Langue originale : français
- Format : couleur - 35 mm - 1,66:1 - mono
- Durée : 95 minutes
- Date de sortie :
  - France : 8 décembre 1976

## Distribution
- Pierre Richard : François Perrin, journaliste
- Michel Bouquet : Pierre Rambal-Cochet, puissant homme d'affaires
- Fabrice Greco : Éric Rambal-Cochet, fils trop gâté de Pierre
- Jacques François : M. de Blénac, rédacteur en chef du journal
- Daniel Ceccaldi : le propriétaire de la maison
- Charles Gérard : le photographe, collègue de François
- Michel Aumont : Georges Pouzier, patron du magasin de jouets
- Suzy Dyson : Christine Rambal-Cochet, la jeune épouse de Pierre, belle-mère d'Éric
- Gérard Jugnot : Pignier, journaliste aux mains moites
- Michel Robin : le majordome
- Michèle Sand : Nicole Perrin, épouse de François
- Eva Darlan : l'attachée de presse
- Alix Mahieux : la gouvernante
- Lyne Chardonnet : Mlle Blond
- Lyvia d'Alche : hôtesse
- Yves Barsacq : M. Robert
- Bernard Bauronne : pilote
- Serge Berry : maître d'hôtel
- Fred Descamp : portier
- Oscar Facchino : domestique
- Marie Frey : domestique
- Guy Gerbaud : domestique
- Jean-Pierre Helbert : barbu
- Paul Horn : l'Indien
- Catherine Idabou : dactylo
- Jacqueline Jako-Mica : domestique
- Chantal Jolis : domestique
- Jean Lanier : maître d'hôtel
- Henri Laurent : chauffeur
- Roger Muny : maître d'hôtel
- André Nader : Lucien, le jardinier
- Pierre Nègre : directeur de l'usine
- Jacqueline Noëlle : secrétaire
- Roger Riffard : Paul, le jardinier
- Michel Ruhl : banquier
- Bernard Soufflet : cycliste

## Box-office
- France : 1 249 452 entrées[réf. nécessaire]

## Distinctions
- Trois nominations aux César 1977 :
  - Meilleur scénario original ou adaptation pour Francis Veber
  - Meilleurs décors pour Bernard Evein
  - Meilleure photographie pour Étienne Becker

## Autour du film
- Le licenciement de Pignier pour mains moites est une allusion directe à Marcel Dassault qui congédia un employé précisément pour cette raison[1].
- Fabrice Greco, l’interprète d'Éric Rambal-Cochet, joue ici son unique rôle au cinéma.
- Claude François est évoqué lorsque Blénac vient voir Rambal-Cochet pour lui parler de la couverture du mois d'après ; il s'agit d'une interview de Claude François sur son futur spectacle à l'Olympia. En réalité, son dernier Olympia eut lieu en 1969.
- François Perrin est le nom du personnage interprété par Pierre Richard dans ce film, lequel portait déjà ce même nom dans Le Grand Blond avec une chaussure noire (1972) et dans Le Retour du grand blond (1974). François Perrin sera le nom du personnage principal dans de nombreux films de Francis Veber, en alternance avec celui de François Pignon.
- Pierre Richard se reconnaît dans le personnage du petit enfant en manque d'affection paternelle, si bien que le tournage se révèle une épreuve, mais l'acteur comprend que Veber le fait sortir ici de son personnage de pitre formaté[2].
- Quelques lieux de tournage : magasin de La Samaritaine (Paris 1er), café Le Vauban (place Vauban, Paris 7e), avenue de Breteuil (Paris 7e), hôtel InterContinental (quartier de l'Opéra de Paris). La dernière scène a quant à elle été tournée au 55 rue Ampère (Paris 17e), on aperçoit au fond la gare de la place du maréchal Juin, avant sa réhabilitation dans les années 1980 pour la ligne C du RER.

## Remakes
- Un remake américain, intitulé Le Joujou (The Toy), est réalisé par Richard Donner. Sorti en 1982, il met en scène Richard Pryor dans le rôle original tenu par Pierre Richard.
- Une nouvelle version française, intitulée Le Nouveau Jouet, réalisée par James Huth, sort en 2022 avec Jamel Debbouze dans le rôle original tenu par Pierre Richard et Daniel Auteuil dans celui de Michel Bouquet.

### Documentaire
- Les Jouets du président (2013), réalisé par Jérémie Imbert, 28 minutes, production Pathé Distribution